# Brussels Jazz Weekend
Le Brussels Jazz Weekend, anciennement Brussels Jazz Marathon, est un festival de jazz organisé à Bruxelles pendant les trois jours d'un weekend de mai. L'événement se déroule aussi bien en extérieur qu'en intérieur avec des concerts sur les places bruxelloises comme la Grand-Place, le Sablon, la Place Sainte-Catherine, place de La Bourse, dans des salles et dans des bars. Il réunit des artistes belges et internationaux. 
Tous les concerts sont gratuits. Le festival est financé grâce à des sponsors et aux bars et stands de restauration officiels. Le budget en 2025 est de 750 000 euros. Il est réparti à raison de 70 % pour l'institutionnel et 30 % pour le privé. Les dépenses, effectuées par les festivaliers dans les bars et dans les stands de restauration, sont évaluées à 25 à 30 millions d'euros générant quelques 7 millions d'euros de taxe au bénéfice de la ville et de la région de Bruxelles.  
Le festival attire quelques 170 000 visiteurs en 2025.   

## Histoire
Le Brussels Jazz Weekend succède au Brussels Jazz Marathon dont l'organisation fait faillite en 2016'  
Le premier Brussels Jazz Weekend a lieu en 2017. En 2020, le festival est supprimé au cause de la pandémie de Covid-19 en Belgique. En 2021, le festival introduit une version en hiver appelée Winter Edition qui a lieu en décembre. La version du mois de mai prend le nom de Balcony Edition. En 2025, le Brussels Jazz Festival innove en créant un concours de jeunes talents, le Brussels Jazz Vanguard. De jeunes formations de jazz pouvaient candidater pour jouer sur la scène située Place Sainte-Catherine. Quinze jeunes talents ont été sélectionnés parmi les 150 candidatures.  

## Organisation
Ce festival est le fruit de la collaboration entre la ville de Bruxelles, des acteurs culturels bruxellois comme l'AB, le Botanique, Bozar, Flagey, les conservatoires de musique de la région bruxelloise, etc. L'asbl Jazz Projects est le nom de la société en charge de l'organistation. Stéphane Thiery  en est le président du conseil d'administration.

## Programmations

### 2017–2019
- 2017 (26–28 mai 2017) : Ananke - Antoine Pierre (Urbex) - Bai Kamara Jr. Quintet - Bega Blues Band - Blue Monday People - Bo Bun Fever - Boogie Belgique - Brandhaard - Bruna - Daniel Romeo and the Crazy Moondog Band - Dj Set By Leo - Eli Goffa - Evil Empire Orchestra - Fabrizio Gracefa Band - Igor Gehenot 'delta' - In Een Discotheek - Ixhor Plays Disney - Jeremy Dumont Trio - Kettle Of Kites - Lalao - Lebedev / Revnyuk / Kravtsov Trio - Les Cerveaux Lents - Manu Hermia 'jazz For Kids' - Marc Lelangue Trio - Nicolas Kummert Quartet Feat. Lionel Loueke - Nono Garcia and Tito Alcedo - Opmoc - Pinto - Piotr Paluch Trio - Raf D Backer Trio - Snow Owl - Super Ska - The Heavy Muffulettas - The Patolies - The Soul Messiahs - Theo Zipper Quartet - Tribute Jazz Group - Vilem Spilka Quartet.

- 2018 (25–27 mai 2018) : 2 Times Nothing - Azmari - Balkumba Tribe - Banda Bruselas - Bart Defoort Quintet - Beverly Jo Scott - Bombathaz - Chrystel Wautier - God Save The Swing - Swingalicious Big Band - Dans Dans - Delv!s - Delvita - Eli Goffa - Eop - Funky Bodding - Guillaume Lepoutre Duo - Husand the Next Generation - Josefien Deloof - Julien Tassin Trio - Kearo Zenn Quartet - Kel Assouf - Leo Ullmann Trio - Les Bandits de Belleville - Les Chroniques de L'inutile - Makufate - Marco Locurcio Group - Marutyri - One Take - Philip Catherine Quartet - Shht - Stadt - Stephane Mercier Quintet - Tigre Blanco - Vortex.

- 2019 (24–26 mai 2019) : Ago Benin Brass - Antwerp Down Town Jb - Bao Sissoko, Malick Pathe Sow, Moussa Niang - Blow 3.0 - Brussels Swing Society - Casimir Liberski Trio - Commander Spoon - Compro Oro - God Save The Swing - Swingalicious Big Band - Conservatoire Royal De Bruxelles - David Linx - Echt! - Erik Bogaerts Quartet - Esinam - Fabien Degryse / Joël Rabesolo - Glass Museum - Houben / Wissels / De Haas - Jtothec - Julie Erikssen Ft Igor Gehenot - Khalil Chahine - Koninklijk Conservatorium Brussel - Mardi Gras Jazzband - Marockin’ Brass - Mdc Iii - N∆bou - New Orleans Train Jb - Next.ape - Nicolas Kummert Sym - Peenoise - Rebirth::collective - Scotch No Soda + Elmore D - Screens - Steiger - Super Rumba - Tano - Tristan - Viktor Lazlo - Wonky Clock - Yôkaï.

### 2021–2025
- 2021 (10–12 décembre 2021) :
  - Winter Edition : Ananke - Brussels Swing Dance Club - Dj Bushra - Don Kapot - Goa Quartet - Laurent Doumont Trio Vo - Les Taupes Qui Boivent Du Lait - Mâäk Quintet - Michel Herr Positive Tentet - Nathalie Loriers - Bert Joris - Sam Gerstmans - Poltrock - Reverent Juke - Swingalicious Septet
  - Balcony Edition : Weekend du 29 mai et 30 mai 2021 : Alexandre Cavaliere et Adrien Brogna - Bart Defoort & Victor Da Costa - Benoît Vanderstraeten + Jacques Pirotton - Brussels Jazz Orchestra - Ignazio Di Salvo Gypsy Trio - Jasen Weaver + Shoko Igarashi + Gionata Giardina - Jordi Grognard Trio - Laurent Doumont + Lionel Beuvens - Mâäk 5tet - Marie-sophie Talbot Duo - Michel Vrydag - Mxdo - Nicolas Kummert Duo - Quetzal Quatro - Sylvain Debaisieux & Angelo Mustafa - Tango De La Luna Roja - Trance Turbine - Vincent Bruyninckx Duo - Yonatan Hes Trio.

- 2022 (29–31 mai 2022) : 2 Times Nothing - Abstract Inc - Adja - Antoine Pierre Urbex - Big Dave Trio - Bodies - Boogie Beasts - Boogie Phil & The Wise Guys - Bruital - Brussels Jazz Orchestra Invites Hermine Deurloo - Burocrático - Darrifourcq, Hermia, Ceccaldi - Do Brazil - Duo Gaitar - Eliott Knuets - Esinam - Evigs - Fapy Lafertin New Quartet - Glasshelder - Jazz Station Big Band - Jazzdee - Kassius - Kau Trio. - Kuna Maze - Lorenzo Di Maio - Lũpḁganggang - M.chuzi - Martin Salemi Daylight - Mike Del Ferro - Moanin’birds - Muriel D'ailleurs Trio - Niels Lan Doky International Jazz Collective - Nomad Swing - Olivier Ker Ourio Quintet - One Frame Movement - Ozaín 4tet - Persian Rugs - Philip Catherine Quartet - Remork and Karkaba - Renaud Dardenne Trio Invites Osvaldo Hernandes - Schroothoop - Sounds Swing Machine - Steven Troch Band - The Hop 'sh Bam Connection - Toots Thielemans Revisited - Young Toots Collective.

- 2023 (23–26 mai 2023) : 44 Rave - Aka Moon - Alex Koo Trio - Ambrassband - Aõ - Bodem - Bodies - Brazzmatazz - Brussels Jazz Orchestra With Camille Bertault - Brussels Vocal Project - Bsfoe - Casimir Liberski Retrio - Ciao Kennedy - Compro Oro - Dj Loo Is - Don Kapot - Echoes Of Zoo - Echofarmer - Emile Londonien - En Fanfare - Fanfaar Fatal - Fergus Mccreadie Trio - In Media Brass - Jungle By Night - K.zia - Kau Trio. - Kosmo Sound - Krankk - La Nouvelle Flibuste - Leon Phal Quintet - Little Steve And The Big Beat - Lucid Lucia - Mardi Gras Jazzband - Mobilhome - N∆bou - Naima Joris - New Orleans Train Jazzband - Nicolas Kummert - Nino_uncut - Nø Steam - Schroothoop - Stace - Synestet - The Jassettes - The Klezmer Ensemble - The Whodads - Theon Cross - Tiganwa - Tubonika - Wajdi Riahi Trio - Well Well Well - Wet Enough? - Zouratié Koné Ensemble.

- 2024 (24–26 mai 2024) : Acoustic Dixie Six - Adriana Calvo - Amrita Khan - Askip. - Baile Do Passis - Banda Bruselas - Bex - Blast! - Blues Messenger - Bombataz - Café Marché - Camille-alban Spreng's Odil + Nina Kortekaas - Cinema Italia - David Giesel Quartett - Dedley Woodley Bears - Deep Blue Swing - Dishwasher_ - Don Kapot - Don Marsh V - Dushime - Ee_collective - Fanfakids - Fujin & Seven Days Orchestra - Gert-jan Dreessen Quartet - Hu! - Hypercontent! - Jazmyn - Jazz Cats: Bruno X Soet X Moene - Jazz Cats: Echofarmer - Jean-paul Groove - Joël Francis + Guest - John Ghost - Jonas Blume - Kin Gajo - Kolinga - Krajnčan Brothers Duo - Kuna Maze - Kunde - Lara Rosseel Orchestra - Le Ministère - Lefto Presents Jazz Cats - Les Somnambules - Lúcia M. Pires - Macondo Trio - Madaba - Magic Jazzband - Manu Hermia - Orchestra Della Luna - Nacelle - Next.ape - Nnavy (ch) - Octet Nocturne - Papa Dré Jazz Band - Pelouse Grass Band - Pragana And The Super Ginga - P'tits Cons - Samba Choro Ensemble - Saudade Experiment - Strakx - Tambora International De Bruxelles - The Heliocentrics - This Is The Omen - Tom Bourgeois Rumeurs - Varallay Petra Duo - Vitja Pauwels.

- 2025 (23–25 mai 2025) : Kristo - Early Life Forms - Aleph Quintet - Adja - Kosmo Sound - Bandler Ching - The Brums - Stéphane Galland & Jeroen Van Herzeele - Just For Once Quartet - Adinda Hertmans Quintet - Bruant - Bbung - Incandescence - Francesco Turrisi Trio - Tassin/Hermia/Joris - Louis Matute Large Ensemble - Hypercontent! - Unfinished Business - Bodies - Mobilhome - Vaague - Vocal Matinee - The Brussels Groove Collective - Halibut On The Moon - Marco Marcelletti - Peixe e Limão - Silke Hamers & Band - C-Rhyms - Peter Hertmans Trio & Ataneres Ensemble - Wajdi Riahi Trio - Le Monde Merveilleux de Pépito & Strings - Lorenzo Di Maio Ruby - Jazz Sanusi - Helena Casella - Amy Gadiaga - Jamilah Barry - Charanga Bruselas - Luismi Aguilar Sextet - Orson Claeys - Matoka Quartet - Blend/React - Marylène Corro - Ashtabiez.